# Rorippa dubia
Rorippa dubia là một loài thực vật có hoa trong họ Cải. Loài này được (Pers.) H.Hara miêu tả khoa học đầu tiên năm 1955.